# Pholidoscelis plei
Pholidoscelis plei (ангільська амейва) — вид ящірок родини теїдових (Teiidae). Мешкає на Карибах.

## Підвиди
Виділяють два підвиди:
- Pholidoscelis plei plei (Duméril & Bibron, 1839);
- Pholidoscelis plei analiferus (Cope, 1870).

## Поширення і екологія
Ангільські амейви мешкають на Ангільї та на сусідних островах, а також на островах Сен-Бартелемі і Сен-Мартен в архіпелазі Малих Антильських островів. Вони живуть в прибережних кокколобових заростях, в сухих тропічних лісах і мангрових лісах, на узліссях, трапляються на плантаціях. Всеїдні, відкладають яйця.